# Magomed Musalov
Idris Soltmigovich Musluyev (tiếng Nga: Идрис Сольтмигович Муслуев; sinh ngày 21 tháng 1 năm 1997) là một cầu thủ bóng đá người Nga thi đấu cho FC Angusht Nazran theo dạng cho mượn từ FC Akhmat Grozny.

## Sự nghiệp câu lạc bộ
Anh có màn ra mắt tại Giải bóng đá chuyên nghiệp quốc gia Nga cho FC Terek-2 Grozny vào ngày 20 tháng 7 năm 2015 trong trận đấu với FC MITOS Novocherkassk.